# Hakkiari
Le Hakkiari est une région montagneuse de l'extrême sud-est de la Turquie. Elle est aujourd'hui habitée en majorité par des Kurdes. Elle est un des foyers historiques des chrétiens orientaux (Église de l'Orient) (Assyriens).

## Géographie
Le Hakkiari correspond à peu près à la province turque actuelle de Hakkari, aux frontières avec l'Iran et avec l'Irak.
La ville principale est Hakkari.

## Histoire

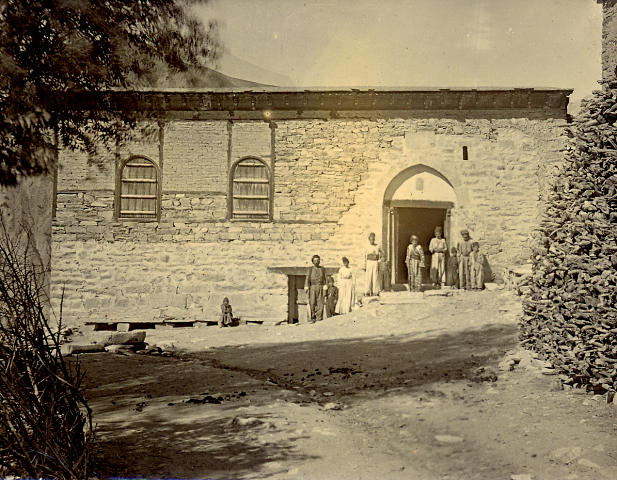
La résidence des patriarches assyriens à Qotchanès

Le village de Qotchanès fut le siège du patriarcat de l'Église de l'Orient (lignée Shimun) du XVIIe siècle jusqu'en 1915. Le Génocide assyrien (ou assyro-chaldéen) de 1915 a entrainé le départ des chrétiens du Hakkiari vers l'Iran et l'Irak.